# جون جيمس (لاعب كرة قدم أمريكية)
جون جيمس (بالإنجليزية: John James)‏ هو لاعب كرة قدم أمريكية أمريكي، ولد في 21 يناير 1949 في بنما سيتي في الولايات المتحدة.

## وصلات خارجية
- جون جيمس على موقع مرجع كرة القدم المحترفة.كوم (الإنجليزية)